# نقل (نحو)
تبديل وظيفي أو التحول في اللغة هو تغيير حكم الكلمة دون تغيير صيغتها.

## باب التسمية بالمصدر
تسمية الاسم بالمصدر من علاماته جمع المصدر، ذلك أن المصدر يدل على معنى مطلق الحدوث فلا يجمع. فقولهم للجماعة جمع (من الناس) إنما هو من باب تسمية بالمصدر لأنهم جمعوه على جموع كجمعهم فضلا على فضول.

## باب التسمية بالظرف
مثال ذلك لفظ فوق — في الأصل ظرف مكان (وزمان) تحول إلى مصدر وقد يستعمل اسما كقول المتنبي «فإذا حضرت فكل فوق دون»، بتنوين «فوق» تنوين جر.

## باب تسمية الظرف باسم المظروف
مثاله لفظ التين فالمراد به موضع خاص عرفته العرب بهذا الاسم، لكونه منبت التين، قيل أنه بين حلوان وهمدان.